# Hrabstwo Glenelg

Hrabstwo Glenelg na mapie stanu Wiktoria

Hrabstwo Glenelg (ang. Shire of Glenelg) – obszar samorządu lokalnego (ang. local government area) położony w południowo-zachodniej części stanu Wiktoria. Samorząd powstał w roku 1864, kiedy to uzyskał status hrabstwa w obecnej formie funkcjonuje od  1994 roku, kiedy to przeprowadzono stanową reformę samorządów. Do hrabstwa wcielono dodatkowo: City of Portland oraz hrabstwo Heywood.   
Powierzchnia samorządu wynosi 6213 km² i liczy 20525 mieszkańców (dane z 2006 roku). 
Rada samorządu zlokalizowana jest w mieście Portland, złożona jest z dziewięciu członków. 
W celu identyfikacji samorządu Australian Bureau of Statistics wprowadziło czterocyfrowy kod dla hrabstwa Glenelg – 2410. Dodatkowo obszar podzielony jest na trzy lokalne obszary statystyczne (ang. statistical local area).